# Марусев, Иван Тимофеевич
Ива́н Тимофе́евич Ма́русев (31 июля 1936 — 22 января 2014) — капитан-механик Енисейского речного пароходства. Герой Социалистического Труда (1974).

## Биография
Родился в деревне Попково Духовщинского района Западной (ныне Смоленской) области в крестьянской семье.
В 1952 году окончил Трунаевскую школу-семилетку, затем поступил в Рижское речное училище. В 1956 году завершил учебу на судоводительском отделении училища и был направлен в Енисейское речное пароходство.
С 1956 года работал третьим штурманом теплохода «Камчатка», вторым штурманом теплохода «Академик Тюрин». С 1961 года — капитан-механик теплохода «Мусоргский». С 1963 года — капитан-механик теплохода «Академик Туполев», который в то время пользовался заслуженной славой не только на Енисее.
Экипаж поддерживал связь с самим А. Н. Туполевым и соревновался с горняками рудника «Заполярный» Норильского комбината. Опыт работы экипажа теплохода «Академик Туполев» был освещен в брошюре, изданной Министерством речного флота.
В 1965 году стал членом КПСС. В 1966 году окончил заочно Красноярское речное училище (судомеханическое отделение).
С 1971 года — капитан-механик теплохода «Морской-22», который в 1972 году по инициативе самого Марусева был переименован в теплоход «Иван Назаров» — в честь скоропостижно скончавшегося начальника Енисейского речного пароходства И. М. Назарова. Экипажи судов, возглавляемые Марусевым, побеждали во многих социалистических соревнованиях, которые организовывались на флоте.
Указом Президиума Верховного Совета СССР от 16 января 1974 года за выдающиеся успехи в выполнении и перевыполнении планов 1973 года и принятых социалистических обязательств Марусеву Ивану Тимофеевичу присвоено звание Героя Социалистического Труда.
В 1977 году заочно окончил судоводительский факультет Новосибирского института инженеров водного транспорта. С 1981 года — заместитель начальника службы грузоперевозок Енисейского пароходства, заместитель начальника Лесосибирского речного порта, капитан-механик танкера «Волгонефть-134».
С 1984 года — капитан туристического лайнера «Антон Чехов» — флагмана Енисейского пароходства, работающего на линии Красноярск — Диксон с иностранными туристами.
В 2003 году ушёл на пенсию.
Являлся вице-президентом Красноярской региональной общественной организации «Клуб капитанов», заместителем председателя Совета регионального отделения Всероссийской общественной организации «Трудовая доблесть России».
Проживал в Красноярске. Скончался 22 января 2014 года на 78-м году жизни. Похоронен на Бадалыкском кладбище в Красноярске.

## Награды
- Медаль «Серп и Молот»
- Орден Ленина
- Орден «Знак Почёта» (1966)
- Почетный работник Министерства речного флота РСФСР (1988)
- медали